# Cruz da Guerra Peninsular
A Cruz da Guerra Peninsular foi criada pelo Rei D. João VI em 28 de Junho de 1816 para distinguir os oficiais que participaram nas campanhas da Guerra Peninsular de 1809 a 1814. Existia em prata para quem tivesse participado em até 3 campanhas e em Ouro para quem participasse em 4, 5 ou 6 campanhas.

## Para Oficiais
Para efeitos de entrega desta medalha, as campanhas eram contadas por anos, desde a 1.ª Campanha, em 1809, até á 6.ª, em 1814. No entanto a mera participação numa batalha ou combate durante um dos anos, valeria como tendo combatido a campanha toda, sendo por cada ano atribuído um conjunto de acções:
- 1809 - Batalha de Talavera;
- 1810 - Batalha do Bussaco;
- 1811 - Batalha de Fuentes de Oñoro e Batalha de Albuera;
- 1812 - Batalha de Ciudad Rodrigo; Batalha de Badajoz e Batalha de Salamanca;
- 1813 - Batalha de Vitória; Batalha dos Pireneus; Cerco de San Sabastian; Batalha de Nivelle e Batalha do Nive;
- 1814 - Batalha de Orthez e Batalha de Toulouse.

## Para Sargentos e Praças
Com outro desenho, foi também criada no dia 28 de Junho de 1816 a Cruz da Guerra Peninsular, em prata, para a classe de sargentos e praças. Em prata, a sua atribuição era limitada por regimentos, da seguinte forma:
- 200 para cada regimento de Infantaria de linha
- 100 para cada regimento de Milícia
- 120 para cada batalhão de Caçadores
- 25 para cada esquadrão de Cavalaria
- 30 para cada brigada de Artilharia
- 25 para cada companhia de Artífices Engenheiros

## Para Empregados Civis
Em 18 de Maio de 1825, foi criada a Cruz da Guerra peninsular para os empregados civis. Em prata para até 2 campanhas, ou Ouro, para 3 ou mais.